# جيورجوس أبالوف
جيورجوس أبالوف (مواليد 5 يناير 1982) هو مبارز بالسيف يوناني، مثّل بلاده في الألعاب الأولمبية الصيفية 2004.

## روابط رياضية
جيورجوس أبالوف على موقع أوليمبيديا (الإنجليزية)